# 20 марта
20 марта — 79-й день года (80-й в високосные годы) по григорианскому календарю.
До конца года остаётся 286 дней.
До 15 октября 1582 года — 20 марта по юлианскому календарю, с 15 октября 1582 года — 20 марта по григорианскому календарю.
В XX и XXI веках соответствует 7 марта по юлианскому календарю.
День весеннего равноденствия.

## Праздники и памятные дни
См. также: Категория:Праздники 20 марта

### Международные
- ООН — День французского языка в ООН.
- ООН — Международный день счастья[2].

### Национальные
- Тунис — День независимости.

### Религиозные

#### Католицизм
- Память Кутберта Линдисфарнского;
- память Вольфрама Санского (Фонтенельского).

#### Православие[3][4]
- Память священномучеников, в Херсонесе епископствовавших: Василия, Ефрема, Капитона, Евгения, Еферия, Елпидия и Агафодора (IV);
- память преподобного Павла Препростого (IV);
- память святителя Павла исповедника, епископа Прусиадского (IX)[5];
- память преподобного Емилиана Италийского[6];
- память священномученика Николая Розова, пресвитера (1930);
- память преподобномученика Нила (Тютюкина), иеромонаха, преподобномучениц Марии и Матроны Грошевых, Евдокии (Синицыной), Екатерины Константиновой, Антонины Новиковой, Надежды Кругловой, Ксении Петрухиной и Анны Гороховой, послушниц (1938);
- празднование иконы Божией Матери «Споручница грешных» (1843).

#### Православие (старообрядцы)
- Память священномучеников, в Херсонесе епископствовавших: Василия, Ефрема, Капитона, Евгения, Еферия, Елпидия и Агафодора (IV);
- память преподобного Павла Препростого (IV);
- память святителя Павла исповедника, епископа Прусиадского (IX);
- память преподобного Емилиана Италийского;
- память Нестора, епископа Тримифийского.

### Именины
- Католические: Вольфрам, Кутберт, Уна, Бенедикт.
- Православные РПЦ МП: Агафодор, Анна, Антонина, Василий,  Евгений, Евдокия, Екатерина, Елпидий, Емилиан, Еферий, Ефрем, Капитон, Ксения,  Мария, Матрона, Надежда,  Николай, Нил, Павел[3][4].
- Православные (старообрядцы): Агафодор, Василий,  Евгений, Елпидий, Емилиан, Еферий, Ефрем, Капитон, Нестор, Павел[3][4].

## События
См. также: Категория:События 20 марта

### До XIX века
- 44 год до н. э. — во время торжественного погребения Гая Юлия Цезаря римский консул Марк Антоний объявил римскому народу завещание Цезаря. В завещании Цезарь объявил внучатого племянника Гая Октавия своим наследником и усыновил его.
- 321 — римский император Константин I Великий повелевает праздновать воскресный день (по древнеславянски «неделя»).
- 1535 — денежная реформа Елены Глинской в России.
- 1669 — Рада старшин запорожских казаков признала протекторат Турции над частью Правобережной Украины.
- 1792 — Национальная ассамблея Франции одобрила применение при казнях гильотины.

### XIX век
- 1806 — в Англии, в графство Девон, заложен первый камень в основание Дартмурской тюрьмы.
- 1814 — первый день сражения при Арси—Сюр—Обе.
- 1815 — Наполеон Бонапарт вернулся в Париж после заточения на острове Эльба. Начало правления «ста дней».
- 1833 — вышло в свет первое полное издание романа в стихах А. С. Пушкина «Евгений Онегин».
- 1854 — в США основана республиканская партия.
- 1888
  - В Москве состоялась премьера первой в мире оперетты на цыганском языке, поставленной первой в мире цыганской профессиональной театральной труппой под руководством Н. И. Шишкина.
  - В Петербурге — первое публичное выступление «Кружка любителей игры на балалайках» (Ныне — Академический русский народный оркестр имени Андреева).

### XX век
- 1912 — дано разрешение на установку первой в Санкт-Петербурге световой рекламы.
- 1917
  - Украинский историк Михаил Грушевский избран председателем Центральной Рады.
  - Восстановление действия Конституции Финляндии.
- 1919 — в Москве между представителями Центральной Советской власти и правительства Малой Башкирии заключено «Соглашение центральной Советской власти с Башкирским правительством о Советской Автономной Башкирии».
- 1921
  - В Канзас-сити выпущен в прокат первый мультфильм, созданный при участии Уолта Диснея.
  - Плебисцит в Верхней Силезии, входившей в состав предвоенной Германии. 63 процента жителей высказались за включение этой территории в Германию.
- 1930 — На базе аэромеханического факультета МВТУ создано Высшее аэромеханическое училище, позднее преобразованное в Московский авиационный институт.
- 1936 — в Вербное воскресенье в немецких католических приходах распространялась антинацистская энциклика папы римского Пия XI «Со жгучей обеспокоенностью».
- 1937 — в Москве введён в строй Смоленский метромост через Москву-реку и открыта станция метро «Киевская».
- 1942 — Постановление Военного Совета Ленинградского фронта № 00714-а о депортации населения финского и немецкого происхождения.
- 1948 — ЦК ВКП (б) публично осудил руководителей Югославии за отклонение от марксистской линии.
- 1956 — провозглашение независимости Туниса от Франции.
- 1969 — в британском консульстве на Гибралтаре зарегистрирован брак Джона Леннона и Йоко Оно.
- 1988 — Обком партии Нагорного Карабаха принял постановление о присоединении области к Армении.
- 1991 — 4-летний сын Эрика Клэптона Конор погиб в Нью-Йорке, выпав из окна квартиры матери, расположенной на 53-м этаже. Памяти сына музыкант посвятил песню Tears in Heaven.
- 1992
  - Учреждено звание Героя Российской Федерации.
  - 20—21 марта в Киеве прошла первая встреча лидеров СНГ.
- 1995 — синкретическая экстремистская секта «Аум Синрикё» организовала зариновую атаку в токийском метро. В результате пяти скоординированных атак погибло 13 человек и пострадало около 6 тысяч[7].

### XXI век
- 2003 — начало вторжения коалиционных сил в Ирак.
- 2010 — началось извержение вулкана Эйяфьядлайёкюдль в Исландии, что нарушило международное авиасообщение в апреле и мае 2010 года.
- 2015 — солнечное затмение в Северном полушарии.
- 2019 — 65-летний Касым-Жомарт Токаев вступил в должность президента Казахстана.

## Родились
См. также: Категория:Родившиеся 20 марта

### До XVIII века
- 43 до н. э. — Овидий (Публий Овидий Назон, ум. 17 или 18), римский поэт.
- 1320 — Лоуренс Гастингс, 1-й граф Пембрук (ум. 1348), английский аристократ, участник Столетней войны.
- 1532 — Хуан де Рибера (ум. 1611), католический святой, архиепископ и вице-король Валенсии.
- 1639 — Иван Мазепа (ум. 1709), гетман Войска Запорожского (1687—1708).
- 1678 — Антони Виладомат (ум. 1755), каталонский художник эпохи барокко.
- 1680 — Эмануэле д’Асторга (ум. 1757), итальянский композитор эпохи барокко.

### XVIII век

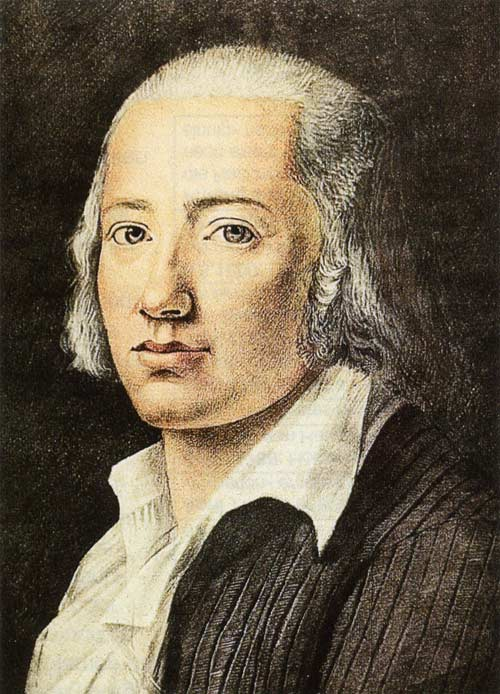
Фридрих Гёльдерлин

- 1725 — Абдул-Хамид I (ум. 1789), султан Османской империи с 1773 г.
- 1737 — Буддха Йодфа Чулалоке, Рама I (ум. 1809), первый король Сиама (с 1782), основатель династии Чакри.
- 1741 — Жан Антуан Гудон (ум. 1828), французский скульптор.
- 1754 — Александр Шишков (ум. 1841), русский писатель и государственный деятель.
- 1770 — Фридрих Гёльдерлин (ум. 1841), выдающийся немецкий поэт.
- 1777 — Эдмунд Гейнс (ум. 1849), генерал-майор армии США
- 1799 — Карл Август Никандер (ум. 1839) — шведский поэт-лирик, прозаик и переводчик.

### XIX век
- 1811 — Наполеон II (ум. 1832), сын и наследник французского императора Наполеона I.
- 1828 — Генрик Ибсен (ум. 1906), норвежский поэт, публицист, драматург, основатель европейской «новой драмы».
- 1836 — Эдвард Пойнтер (ум. 1919), английский художник, член Арундельского общества.
- 1853 — Дмитрий Сипягин (ум. 1902), российский государственный деятель, в 1899—1902 гг. министр внутренних дел.
- 1872 — Карин Микаэлис (ум. 1950), датская писательница.
- 1887 — Иосиф Орбели (ум. 1961), советский востоковед, директор Эрмитажа (1934—1951), академик АН СССР.
- 1890 — Беньямино Джильи (ум. 1957), итальянский оперный певец (тенор).
- 1894 — Ганс Лангсдорф (ум. 1939), немецкий военно-морской деятель.
- 1896 — Цецилия Мансурова (ум. 1976), актриса Театра имени Е. Вахтангова, народная артистка СССР.
- 1897 — Фёдор Янковский (ум. 1958), советский военный деятель, генерал-майор артиллерии.
- 1899 — Лазар Фундо (ум. 1944), албанский революционер, журналист и писатель. Коммунист-антисталинист, один из основателей Коммунистической партии Албании, деятель Коминтерна.

### XX век
- 1904 — Беррес Фредерик Скиннер (ум. 1990), американский психолог, крупный представитель современного бихевиоризма.
- 1905
  - Вера Панова (ум. 1973), русская советская писательница.
  - Реймонд Бернар Кеттел (ум. 1998), британо-американский психолог, один из ведущих исследователей развития личности и интеллекта человека.
- 1906 — Павел Паренаго (ум. 1960), советский астроном.
- 1908 — Майкл Редгрейв (ум. 1985), британский актёр театра и кино, режиссёр, писатель.
- 1911 — Альфонсо Гарсия Роблес (ум. 1991), мексиканский политик, дипломат, лауреат Нобелевской премии мира (1982).
- 1915 — Святослав Рихтер (ум. 1997), пианист-виртуоз, народный артист СССР.
- 1917 — Игаэль Ядин (ум. 1984), израильский археолог, открывший Свитки Мёртвого моря, политический деятель.
- 1922 — Ирина Антонова (ум. 2020), советский и российский искусствовед.
- 1925 — Дэвид Уоррен (ум. 2010), австралийский учёный, изобретатель бортового самописца («чёрного ящика»).
- 1926 — Нана Мчедлидзе (ум. 2016), грузинская актриса и кинорежиссёр.
- 1932 — Михаил Хергиани (погиб в 1969), советский альпинист, многократный чемпион СССР.
- 1933 — Александр Городницкий, советский и российский поэт, бард и учёный-океанолог.
- 1935 — Александр Бурганов, скульптор, действительный член Российской академии художеств, народный художник России.
- 1938 — Владимир Ильин (ум. 2006), кинооператор, заслуженный деятель искусств РСФСР (1984).
- 1938 — Сергей Новиков (ум. 2024), советский, российский и американский математик, академик.
- 1939 — Брайан Малруни (ум. 2024), 18-й премьер-министр Канады (1984—1993).
- 1944 — Эрвин Неэр, немецкий физик, лауреат Нобелевской премии в области физиологии и медицины (1991).
- 1948 — Александр Морозов, российский композитор, основатель музыкального издательства Moroz Records.
- 1950
  - Уильям Хёрт (ум. 2022), американский актёр, обладатель «Оскара».
  - Карл Палмер, английский рок-музыкант (ударные).
- 1957 — Спайк Ли, американский кинорежиссёр, сценарист, актёр и продюсер.
- 1958 — Холли Хантер, американская киноактриса, обладательница премии «Оскар».
- 1959
  - Стинг (наст. имя Стив Борден), американский рестлер.
  - Владимир Харченко, украинский художник, писатель, поэт.
- 1960
  - Робертас Жулпа (ум. 2024), советский пловец, олимпийский чемпион (1980), неоднократный чемпион Европы. Заслуженный мастер спорта СССР (1980).
  - Юрий Шаргин, российский лётчик-космонавт, Герой Российской Федерации.
- 1963
  - Пол Аннакон, американский теннисист и тренер.
  - Елена Романова (ум. 2007), советская и российская бегунья, олимпийская чемпионка (1992).
  - Дэвид Тьюлис, английский актёр.
- 1964
  - Анатолий Журавлёв, советский и российский актёр театра и кино.
  - Радий Хабиров, российский государственный и политический деятель, глава Башкортостана с 19 сентября 2019 года.
- 1965 — Крис Уэдж, американский режиссёр и мультипликатор.
- 1968
  - Юрий Малеев, белорусский футболист и тренер.
  - Екатерина Стриженова, российская актриса и телеведущая.
- 1969 — Александр Фадеев (Данко), российский певец и актёр.
- 1972 — Алекс Капранос, композитор, вокалист и гитарист шотландской группы Franz Ferdinand.
- 1975
  - Ханс Петтер Бурос, норвежский горнолыжник, олимпийский чемпион в слаломе (1998).
  - Изольде Костнер, итальянская горнолыжница, двукратная чемпионка мира.
- 1976 — Честер Беннингтон (ум. 2017), американский рок-музыкант, вокалист групп Linkin Park и Dead by Sunrise.
- 1983 — Арсений Попов, российский юморист, актёр, дизайнер.
- 1984 — Фернандо Торрес, испанский футболист, чемпион мира (2010) и Европы (2008 и 2012).
- 1985 — Николас Ломбертс, бельгийский футболист.
- 1987
  - Жо (наст. имя Жуан Алвес де Ассис Силва), бразильский футболист.
  - Сергей Костицын, белорусский хоккеист.
- 1989 — Ксавье Долан, канадский актёр и кинорежиссёр, обладатель гран-при Каннского кинофестиваля.
- 1990 — Стэйси Мартин, французская киноактриса.
- 1991 — Алексис Пентюро, французский горнолыжник, трёхкратный чемпион мира, обладатель Кубка мира.
- 1993 — Слоан Стивенс, американская теннисистка, бывшая третья ракетка мира.
- 1995 — Ник Пол, канадский хоккеист, чемпион мира (2021).

## Скончались
См. также: Категория:Умершие 20 марта

### До XIX века
- 44 до н. э. — Гай Гельвий Цинна (р. ок. 85 до н. э.), древнеримский политический деятель и поэт.
- 59 — Агриппина Младшая (р. 15), жена римского императора Клавдия, мать Нерона.
- 1401 — Захарий Костроминич, псковский посадник, много сделавший для укрепления Пскова.
- 1413 — Генрих IV (р. 1367), король Англии (1399—1413), основатель Ланкастерской династии.
- 1568 — Альбрехт Бранденбург-Ансбахский (р. 1490), последний Великий магистр Тевтонского ордена (1511—1525) и первый герцог Пруссии (с 1525).
- 1619 — Матиас (р. 1557), император Священной Римской империи (1612—1619).
- 1728 — Камилл д’Отен Таллар (р. 1652), французский военный и политический деятель, маршал Франции, герцог.
- 1784 — Петрос Капанци (р. ок. 1700), армянский поэт, священник и композитор.

### XIX век
- 1842 — Джордж Паркер (р. 1755), британский пэр и политик.
- 1878 — Юлиус Роберт фон Майер (р. 1814), немецкий врач, естествоиспытатель, обосновавший первый закон термодинамики.
- 1883 — Николай Гербель (р. 1827), русский поэт, переводчик, литературовед и издатель.
- 1887 — Павел Анненков (р. 1813), русский литературный критик, историк литературы и мемуарист.
- 1894 — Лайош Кошут (р. 1802), революционер, премьер-министр и правитель-президент Венгрии в период Венгерской революции.
- 1897 — Аполлон Майков (р. 1821), русский поэт, член-корреспондент Петербургской АН, тайный советник.
- 1898 — Иван Шишкин (р. 1832), русский художник-пейзажист, живописец, рисовальщик, гравёр-аквафортист, академик.

### XX век
- 1925 — Джордж Керзон (р. 1859), английский публицист и государственный деятель, генерал-губернатор Индии (1899—1905), лидер палаты лордов.
- 1929 — Фердинанд Фош (р. 1851), маршал Франции (с 1918), британский фельдмаршал (с 1919), маршал Польши (с 1923).
- 1932 — Илья Иванов (р. 1870), русский советский биолог-животновод, разработавший на практике метод искусственного осеменения домашних животных.
- 1944 — Илья Машков (р. 1881), русский советский художник, основатель объединения художников «Бубновый валет».
- 1953 — Сергей Григорьев (наст. фамилия Патрашкин; р. 1875), русский советский писатель, автор исторических и приключенческих романов.
- 1962 — Эндрю Элликот Дуглас (р. 1867), американский астроном и археолог, основатель дендрохронологии.
- 1964 — Александра Яблочкина (р. 1866), русская и советская драматическая актриса, народная артистка СССР.
- 1968 — Карл Теодор Дрейер (р. 1889), датский кинорежиссёр-новатор.
- 1982 — Мариэтта Шагинян (р. 1888), русская советская писательница, искусствовед, журналист, историограф.
- 1983
  - Мария Бабанова (р. 1900), актриса театра и кино, народная артистка СССР.
  - Иван Виноградов (р. 1891), советский математик, академик, дважды Герой Социалистического Труда.
  - Георгий Светлани (наст. имя Григорий Пиньковский; р. 1895), советский актёр кино и эстрады.
- 1990 — Лев Яшин (р. 1929), советский футбольный вратарь, олимпийский чемпион (1956), чемпион Европы (1960).
- 1992 — Жорж Делерю (р. 1925), французский композитор и дирижёр.
- 1997 — Тони Зейл (урожд. Энтони Флориан Залески; р. 1913), американский боксёр польского происхождения, чемпион мира в среднем весе.
- 1999
  - Игорь Владимиров (р. 1919), актёр и режиссёр театра и кино, педагог, народный артист СССР.
  - Патрик Херон (р. 1920), британский художник-абстракционист.

### XXI век
- 2002 — убит Хаттаб (наст. имя Самер Салех ас-Сувейлем; р. 1969), арабский наёмник, сторонник создания в Чечне исламского государства.
- 2010 — Евгений Чернышёв (р. 1963), начальник Службы пожаротушения по г. Москве, Герой России.
- 2012 — Станислав Рассадин (р. 1935), советский и российский литературовед и литературный критик.
- 2017 — Дэвид Рокфеллер (р. 1915), американский банкир, глава дома Рокфеллеров в 2004—2017 гг.
- 2018 — Дильбар Абдурахманова (р. 1936), первая в Узбекистане женщина-дирижёр, народная артистка СССР.
- 2019 — Анатолий Адоскин (р. 1927), советский и российский актёр театра и кино, народный артист РФ.
- 2024 — Вернор Виндж (р. 1944), американский писатель-фантаст, лауреат премий «Хьюго».
- 2025
  - Вадим Жук (р. 1947), советский и российский актёр, сценарист, либреттист, поэт, теле- и радиоведущий.
  - Витольд Фокин (р. 1932), советский и украинский государственный и политический деятель. Глава правительства Украины (1990—1992).

## Народный календарь, приметы и фольклор Руси
- В народном календаре сегодня день «Павла Капельника» (отмечается в северных районах России) и день Священномученика Василия, епископа Херсонского.
- Если 20 марта пасмурно и холодно к ночи — вскоре будет заморозок[8].
- Поговорки: «С Василия весна идёт» (именины Василия), «С крыш капает, а за нос цапает», «На дворе капель, так и у нас оттепель», «Весна непостоянна, как мачеха: то повеет теплом, то нагонит холодов», «Весна да осень — на дню погод восемь».